# Кидониесская митрополия
Кидони́есская митропо́лия (греч. Μητρόπολη Κυδωνιών) — историческая митрополия Константинопольской православной церкви на территории Турции. Епархиальный центр — Айвалык (де-факто — Стамбул). Название митрополии происходит от греческого названия города Айвалык — Кидониес (греч. Κυδωνίες).
Митрополия охватывает территории округов Айвалык (без группы Айваликских островов) и Гёмеч провинции Балыкесир. Граничит на юге и востоке с Пергамскою митрополией, на севере и западе омывается Эгейским морем. Правящий архиерей имеет титул «митрополит Кидониесский, ипертим и экзарх Эолиды».

## История
Кидониес был основан около 1600 года на руинах древнего города Кистини. В церковном отношении данное место подчинялось Эфесской митрополии. Образована 22 июля (4 августа) 1908 года путём выделения из Ефесской митрополии.
Христианское население этой территории было выселено в 1923 году. Основные города митрополии-Айвалык, Гемеч (Пассандра) и Алтынова (Аясматион). Сейчас на территории митрополии православных приходов нет.

## Архиереи
- Григорий (Орологас) (22 июля 1908 — 30 сентября 1922)
- Евгений (Вакалис) (20 марта 1924 — 28 июня 1928)
- Агафангел (Папатеодору) (5 октября 1943 — 23 июля 1960)
- Афинагор (Хрисанис) (с 18 ноября 2012)